# 南アイルランド議会

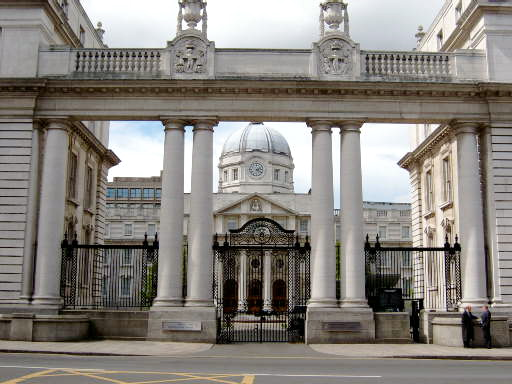
議会が開かれた旧王立科学大学
（現在の政府庁舎）

南アイルランド議会（アイルランド語: Parlaimint Dheisceart Éireann）は、アイルランド統治法に基づいて1920年に設立された南アイルランドの議会で、元来はアイルランド議会の独立を規定した1914年の内政自治に由来する。同時に、北アイルランド議会も設立された。
議会は両院制であり、南アイルランド下院（アイルランド語: Teach Teachtaí Dheisceart Éireann）と南アイルランド上院（アイルランド語: Seanad Dheisceart Éireann）の2つの議院によって構成されていた。非公認であるが並行していたドイル・エアランの存在により、南アイルランド議会は自治領の中で重要性を発揮することができなかった。

## 歴史
南アイルランド下院の選挙は1921年5月24日に行われたが、128人の候補者全員に対立候補がいなかったため、実質的には信任投票であった。この選挙でシン・フェイン党は124議席を獲得し、残る4議席はダブリン大学の選挙区に拠った合同主義者が獲得した。しかし、124人のシン・フェイン党議員（および北アイルランド議会での同時選挙で選出されたシン・フェイン党の候補者）は、南アイルランド議会の選挙よりも、ドイル・エアランでの選挙結果に注目していた。
南アイルランド上院も1921年に初めて選挙が行われ、アイルランド大法官たる議長、選出された南アイルランド貴族15人、廷議員8人、アイルランド聖公会から派遣された2人、カトリック教会から派遣された2人、総督によって任命された14人、総督によって任命された労働運動家2人、カウンシルから選出された17人の計61人からなっていたが、総督に加えて、労働運動家、カトリック教会、およびシン・フェイン党が管理していた郡議会が協力しなかったため、実際に選出されたのは14人だけであった。
1921年6月、両院議員がメリオン通り沿いにあったアイルランド王立科学大学（現在は政府庁舎の一部）に正式に「集結」し、アイルランド総督であったフィッツァラン子爵の元で議会が開かれた。しかし、議場に現れたのは4人の合同主義者だけで、4人は議長にジェラルド・フィッツギボンを選出し、議会を無期限に延期した。上院も下院と同様にアイルランドの民族主義者がボイコットしたため、集まったのは15人だけであった。以降、下院が重要性を示すことはなかったが、上院は下院とは異なり以後も2回の議会が開催された。
1922年の英愛条約によりアイルランド自由国が成立すると、新たな議会としてウラクタスが置かれ、南アイルランド議会はその使命を終えた。

## 参考資料
- J. Scott-Keltie; M. Epstein (2016-12-28). The Statesman's Year-Book. Springer. ISBN 978-0230270510